# Gbelce
Gbelce (do roku 1948 maďarsky Köbölkút) jsou obec na Slovensku, v okrese Nové Zámky. Žije v nich přibližně 2 100 obyvatel.

## Historie
Podle prvních dochovaných dokumentů patřilo území obce Gbelce uherskému králi Štěpánu I. V následujícím století význam osady vzrostl, neboť přes ní vedla velmi důležitá obchodní stezka. Současný maďarský název – Köbölkút – odkazuje na osadu u kamenné studny, která byla založena ve 13. století. Do roku 1918 bylo území obce součástí Uherska. V důsledku první vídeňské arbitráži bylo v letech 1938 až 1945 součástí Maďarska.

## Pamětihodnosti
- V obci se nachází římskokatolický kostel svatého Karla Boromejského z roku 1774 a kaple Nejsvětější Trojice z roku 1780, dále Božského Srdce Ježíšova z roku 1989 a Panny Marie z roku 1855.
- Do správního území obce zasahuje část národní přírodní rezervace Parížske močiare.

## Osobnosti
- Ján Stampay (1864–1960), učitel, ředitel školy, kantor, spisovatel